# معاملة المثليين في فنلندا
تتصف حقوق المثليات والمثليين ومزدوجي الميول الجنسية والمتحولين جنسياً (اختصاراً: LGBT) في فنلندا بأنها من الأكثر تقدما في أوروبا وفي العالم. حسب تقرير المنظمة الدولية للمثليين والمثليات ومزدوجي التوجه الجنسي والمتحولين جنسيا وثنائيي الجنس فإن التشريعات الفنلندية المتعلقة بحقوق المثليين تعتبرا من الأكثر شمولا وتقدما عالميا، كنظيراتها في دول الشمال الأوروبي، حيث تحتل المرتبة الثانية في المنطقة بعد جارتها النرويج.
تم إلغاء تجريم المثلية الجنسية في عام 1971، وإلغاء تجريم «الترويج للمثلية الجنسية» والمساواة في سن الرضا في عام 1999 وإزالة تصنيف المثلية الجنسية كمرض. تم حظر التمييز على أساس التوجه الجنسي بالكامل منذ عام 1996. كما تم حظر التمييز على أساس الهوية الجندرية بالكامل منذ عام 2005.
تمت الموافقة على زواج المثليين والتبني المشترك للأطفال من قبل الأزواج المثلية من قبل البرلمان الفنلندي في عام 2014، ودخل القانون حيز التنفيذ في 1 مارس 2017. سابقا، سمحت فنلندا باللشراكات المسجلة بين عامي 2002 و2017، الذي متع الشركاء المثليين بنفس الحقوق مثل الأزواج المغايرين باستثناء التبني واللقب المشترك.
تم تقنين الحصول على الإنجاب بأطفال الأنابيب والعلاجات الإخصابية للشريكات المثليات قانونيا في البلاد منذ عام 2006، وأصبح من الممكن تبني أحد الشركاء للطفل البيولوجي للشريك الآخر في عام 2009.
كجاراتها في إسكندنافيا، تعتبر فنلندا واحدة من أكثر الدول الليبرالية الاجتماعية في أوروبا والعالم، مع إشارة استطلاعات الرأي الأخيرة إلى أن الغالبية العظمى من الفنلنديين يدعمون حقوق المثليات والمثليين ومزدوجي الميول الجنسية والمتحولين جنسيا ويدعمون زواج المثليين وتبني المثليين للأطفال.

## قانونية النشاط الجنسي المثلي
تم إلغاء تجريم المثلية الجنسية منذ عام 1971، وتم إلغاء تصنيفها كمرض في عام 1981، في نفس الوقت تقريبا مع الدول الأوروبية الأخرى. تم تعديل المساواة في السن القانونية للنشاط الجنسي بغض النظر عن الهوية الجنسية أو جندر الفرد عند سن 16 عاماً في عام 1999. تم إلغاء تصنيف لبسة الجنس الآخر كمرض في عام 2011.

## الاعتراف القانوني بالعلاقات المثلية

### خلال عقد 2000
تم إنشاء الشراكات المسجلة (بالفنلندية:  rekisteröity parisuhde)، (بالسويدية: registrerat partnerskap) للشركاء المثليين عام 2002 في فنلندا. ومنحت الشراكات الشركاء المثليين حقوقا ومسؤوليات مماثلة للأزواج المغايرين، وقد وافق البرلمان على القانون في سبتمبر 2001 في تصويت 99 صوتا لصالحه مقابل 84 ضده (99-84). في مايو/أيار 2009، راجع البرلمان القانون ليسمح للشركاء المثليين بتبني الأطفال البيولوجيين لشركائهم. كان يتم تسجيل وحل الشراكات المسجلة، والتي كانت متاحة فقط للشركاء المثليين، باستخدام إجراء مماثل للزواج المدني. كما منح التشريع حقوق الهجرة إلى الشريك المثلي الأجنبي لمواطن فنلندي. تم إلغاء قانون الشراكة المسجلة في 1 مارس 2017 بعد دخول قانون زواج المثليين في فنلندا حيز التنفيذ.
وفقا لدراسة استقصائية أجرتها صحيفة كوتيما (بالفنلندية: Kotimaa)، في 11 مارس/آذار 2010، كان البرلمان الذي تم انتخابه في ربيع عام 2007 منقسما حول مسألة زواج المثليين، حيث عارض 54 ٪ منهم ودعم 46 ٪ منهم قانون زواج محايد جنسانيا. ولكن أربعة من الأحزاب الثمانية في البرلمان - وهي: الحزب الاشتراكي الديمقراطي الفنلندي، والرابطة الخضراء، وتحالف اليسار وحزب الشعب السويدي في فنلندا - قد أعلنوا تأييدهم لزواج المثليين في أوراق الموقف العامة الخاصة بهم.
وضع حزب الائتلاف الوطني الفنلندي زواج المثليين على جدول أعماله في مؤتمر الحزب في يونيو عام 2010، على الرغم من أن نائب رئيس مجموعة نواب الحزب في البرلمان بن زيسكوويز كان لا يعتقد أنه سيتم الموافقة عليه من قبل الحزب خلال السنوات الأربع المقبلة على الأقل، نظرا لاعتقاده بأن أغلبية نواب الحزب آنذاك كانوا ضده زواج المثليين. ولم يكن لدى حزب الوسط الفنلندي موقف عام من زواج المثليين، على الرغم من أنه يعارض حقوق تبني المثليين للأطفال.
و كان موقف الحزب الديمقراطي المسيحي والفنلنديبن الحقيقيين سلبيا من زواج المثليين في برامجها الانتخابية.

### عقد 2010
واستنادًا إلى دعم خمسة من الأحزاب الثمانية في البرلمان المنتخب في عام 2007، فقد كان من الممكن أن يتم تقنين زواج المثليين بعد الانتخابات البرلمانية الفنلندية 2011. تم التكهن بأن قضية زواج المثليين قد تكون موضوعًا رئيسيًا، ومع ذلك، ففي استطلاع أجرته هيئة الإذاعة أوليسراديو في أغسطس 2010، قال 20٪ فقط من المشاركين أن القضية يجب أن تكون موضوعًا رئيسيًا. ووفقا لتطبيق الاستشارات الانتخابية من هلسنغن سانومات، كان 90 نائبا من ال200 نائبا في البرلمان المنتخب في عام 2011 يدعم أهلية الأزواج المثليين في التبني المشترك، في حين عارضه 93 نائبا. ونتيجة لدخول حزب الديمقراطيين المسيحيين في حكومة كتاينن الائتلافية الجديدة - أصبحت رئيسة حزب الديموقراطيين المسيحيين بايفي راسانن وزيرة للداخلية، - لم يتم تضمين مشروع قانون يشرع زواج المثليين في الخطط الحكومية بطلب منه. ومع ذلك، ووفقًا لتحالف اليسار، تم الاتفاق خلال المفاوضات حول تشكيل الحكومة والتي، إذا اقترح أحد أعضاء البرلمان مشروع قانون لتشريع زواج المثليين، فإن مثل هذا القانون سيقره جميع الأطراف الأخرى في الائتلاف الحكومي (حزب الائتلاف الوطني الفنلندي والرابطة الخضراء، وتحالف اليسار وحزب الشعب السويدي في فنلندا.
سرعان ما تم إطلاق مجموعة عمل لمشروع القانون، برئاسة عضو البرلمان عن الائتلاف الوطني لاسي مانسيتو، وبدأت العمل في سبتمبر 2011. تم تقديم مشروع قانون فيما بعد إلى البرلمان الفنلندي في 8 فبراير 2012، مع جمع التوقيعات للمصادقة عليه - 76 من الـ199 نائبا التصويت أشاروا إلى أنهم أيدوا مشروع القانون. تلقى مشروع القانون الكامل مدعومًا من تحالف اليسار ونواب تحالف اليسار السابقين (12 و 2 على التوالي) والخضر (10)، بينما حظي بدعم الأغلبية داخل الحزب الديمقراطي الاجتماعي (30-12) وحزب الشعب السويدي (7) -3). وفي الوقت نفسه، حظي مشروع قانون الزواج بدعم قليل داخل الائتلاف الوطني (14-30) وبدعم قليل جدًا من حزب الوسط (1–34)، في حين لم يعرب أي من أعضاء حزب الفنلنديون الحقيقيون أو الديمقراطيين المسيحيين عن دعمهم. ووفقا لهيئة الإذاعة أوليسراديو، كان مشروع قانون ذا فرصة ضعيفة للتصويت عليه لتقديمه باعتباره مشروع قانون عضو خاص، وبالتالي كان يجب الحصول على ما لا يقل عن 100 من الموقعين من أجل التأهل لعملية إعداد في لجنة برلمانية - على عكس اقتراح الحكومة الذي يذهب مباشرة إلى اللجنة والتصويت في الجلسة العامة البرلمانية.
في 27 فبراير 2013، تم رفض مشروع القانون من قبل لجنة الشؤون القانونية في تصويت 8 أصوات لصالحه مقابل 9 أصوات ضده (8-9). وقبل الرفض، اتهم أنصار مشروع القانون رئيسة اللجنة آن هولموند (الذي عارض مشروع القانون شخصيًا) بتأخير العملية. ونفت هولموند ذلك، مشيرة إلى عدد من المقترحات الحكومية ومشاريع القوانين مع أكثر من 100 نائب موقِّع، والتي لها الأسبقية بموجب القواعد الإجرائية. وإتهمت عضوة البرلمان عن حزب الفنلنديين الحقيقيين آريا يوفونن، الذي كان من المتوقع أن تكون أكثر دفاعا عن حقوق المثليين من سلفها في اللجنة (يوهانا يورفا) كلا من أحزاب الخضر، الحزب الاشتراكي الديمقراطي وتحالف اليسار بالضغط عليها للتصويت لصالح مشروع القانون ضد قرار حزبها حزب الفنلنديين الحقيقيين.
ولكن، بعد تعديل الدستور الفنلندي في 1 مارس 2012، أصبح يسمح بمبادرات المواطنين مع ما لا يقل عن 50000 ممن لهم حق التصويت لينظر فيه البرلمان. سرعان ما انشأت حملة مدنية تسمى «نعم أوافق 2013» (بالفنلندية: Tahdon2013)، (بالإنجليزية: I do 2013)‏ وجمعت التوقيعات اللازمة لمشروع القانون بحلول 19 مارس 2013،
 وكانت المبادرة قد جمعت أكثر من 100,000 توقيع على الإنترنت في أول يوم لها فقط. في المجموع، كانت المبادرة مدعومة بأكثر من 166,000 بحلول الموعد النهائي، 19 سبتمبر، وتم تقديمها إلى البرلمان في ديسمبر 2013. تم وضع مشروع القانون للمناقشة التمهيدية (بالفنلندية: lähetekeskustelu) في جلسة عامة في 20 فبراير 2014، بعد ذلك أحيل مشروع القانون إلى لجنة الشؤون القانونية. في 25 يونيو، رفضت لجنة الشؤون القانونية مشروع القانون بتصويت 10-6. أوصت اللجنة بأن يرفض البرلمان مشروع القانون. لم يكن اثنان من الأعضاء حاضرين، على الرغم من اعتذاريهما لغيابهما، وذكرا أنه مشروع القانون كان سيفشل بتصويت 9-8 إذا حضر الجميع.
في 28 نوفمبر 2014، صوت البرلمان الفنلندي بـ 92 صوتا لصالح و105 ضد (92-105) لرفض توصية لجنة الشؤون القانونية. ثم تمت المصادقة على التشريع من قبل البرلمان في 12 ديسمبر، ب101 صوتا لصالحه و90 صوتا ضده، (101-90) ليصبح أول مبادرة مواطنين يصوت عليها البرلمان الفنلندي. وقد تم التوقيع عليه ليصبح قانونًا من قبل الرئيس الفنلندي ساولي نينيستو في 20 فبراير 2015. أظهر رئيس وزراء فنلندا ألكسندر ستوب دعمه لمشروع القانون. كان مصدر القانون مبادرة مواطنين، وقال رئيس الوزراء ذلك بأنه «مثال رئيسي على قوة المواطن». بعد عدد من المتابعات والتنقيحات التشريعية، دخل القانون الذي يسمح بزواج المثليين حيز التنفيذ في 1 مارس 2017، مما جعل فنلندا الدولة الأوروبية الثانية عشرة التي تقنن زواج المثليين.

## التبني وتنظيم الأسرة
أصبح التبني المشترك للأزواج المثلية قانونيًا منذ 1 مارس 2017. شملت موافقة البرلمان الفنلندي على قانون زواج المثليين في أواخر عام 2014 بنودًا تسمح للأزواج المثلية بالتبني.  أصبح تبني أحد الشريكين للطفل البيولوجي للشريك الآخر قانونيًا منذ عام 2009. تتمتع الزوجات المثليات من النساء بحقوق أبوية أكثر من الأزواج المثليين من الرجال، نظرًا إلى أن الحصول على الإنجاب بأطفال الأنابيب والعلاجات الإخصابية للشريكات المثليات قانونيا في البلاد تم تشريعه منذ عام 2006 ويظل الحمل البديل غير قانوني لكل من الأزواج المغايرة الأزواج المثليين بغض النظر عن التوجه الجنسي.
حقوق الأمومة للزوجات المثليات من النساء معقدة. في عام 2016 أطلقت مبادرة مواطنين تطالب البرلمان بتعديل القانون للسماح والأبوة أو الأمومة التلقائية للطفل بعد الولادة. وفي الوقت الحالي، يتعين على هؤلاء الزوجات تنفيذ تبني داخل الأسرة ليتم الاعتراف بهم بوصفهم أمهات الأطفال الذين تتم ولادتهم من خلال التلقيح الاصطناعي. في فبراير/شباط 2018، وافق البرلمان بأغلبية 122 صوتًا مقابل 42، على قانون يعطي الزوجات المثليات جميع حقوق الأمومة وحقوق الولي الكاملة. وقع عليه الرئيس في 20 أبريل 2018 وسيدخل حيز التنفيذ في 1 أبريل 2019.
| الحزب                               | صوت لصالح | صوت ضد | امتنع عن التصويت | غائب (لم يصوت) |
| ----------------------------------- | --------- | ------ | ---------------- | -------------- |
| حزب الوسط الفنلندي                  | 22        | 15     | –                | 12             |
| حزب الائتلاف الوطني الفنلندي        | 28        | 2      | –                | 8              |
| الحزب الاشتراكي الديمقراطي الفنلندي | 30        | –      | –                | 5              |
| حزب الإصلاح الأزرق                  | 4         | 10     | 1                | 4              |
| الفنلنديون الحقيقيون                | 4         | 10     | –                | 3              |
| الرابطة الخضراء                     | 13        | –      | –                | 2              |
| تحالف اليسار                        | 12        | –      | –                | –              |
| حزب الشعب السويدي في فنلنداa        | 9         | –      | –                | 1              |
| الديموقراطيون المسيحيون             | –         | 5      | –                | –              |
| العدد الإجمالي                      | 122       | 42     | 1                | 35             |

a. المجموعة البرلمانية للفنلنديين الذين يتحدثون السويدية تتكون من تسعة مقاعد لحزب الشعب السويدي وعضو واحد مستقل يمثل منطقة الحكم الذاتي في جزر أولاند.
b. رئيس البرلمان يصوت إلا في ظروف غير عادية، على الرغم من أنه أو أنها واحد أو واحدة من 200 من أعضاء البرلمان.

## الهوية الجندرية والتعبير عنها
في فنلندا، يجب تعقيم الأشخاص الراغبين في تغيير جنسهم القانوني أو «غير قادرين على الإنجاب». في عام 2012، تم النظر في إمكانية تغيير القانون من قبل وزارة الشؤون الاجتماعية والصحة الفنلندية. رفضت الحكومة الفنلندية توصية من مجلس حقوق الإنسان التابع للأمم المتحدة بإلغاء شرط التعقيم في عام 2017. تم حرمان ساكريس كوبيلا، وهو ناشط في حقوق المتحولين جنسيا وطالب في الطب، من تغيير جنسه القانوني بعد رفضه الخضوع لهذه العملية، وأقام حملة مع منظمة العفو الدولية للمطالبة بتغيير القانون. يجب أن يتلقى الأشخاص المتحولين جنسياً أيضًا تشخيص اضطراب عقلي من أجل تغيير جنسهم القانوني.

## الحماية من التمييز
تم تجريم التمييز القائم على أساس التوجه الجنسي منذ عام 1995 وعلى الهوية أو التعبير الجندري منذ عام 2005.
في عام 2014، وافق البرلمان الفنلندي على قانون لمكافحة التمييز، ينص على المزيد من الحماية في التوظيف، وتوفير السلع والخدمات، والتعليم والخدمات الصحية.

## الرأي العام
وجد استطلاع يوروباروميتر لعام 2015 أن 66٪ من الفنلنديين يعتقدون أنه يجب السماح بزواج المثليين في جميع أنحاء أوروبا، بينما كان 28٪ ضد ذلك.
نما دعم زواج المثليين في فنلندا بشكل تدريجي منذ عام 2000. قدر استطلاع للرأي أجراه الاتحاد الأوروبي في كانون الأول/ديسمبر 2006 الدعم الفنلندي لزواج المثليين بنسبة 45٪، في حين أظهر استطلاع أجرته هيئة الإذاعة أوليسراديو في آب/أغسطس 2010 أن نسبة التأييد بلغت 54٪، بينما عارضه 35٪. في يناير 2013، أظهر استطلاع للرأي أجرته يوجوف أن الدعم قد ارتفع إلى 57٪، مع معارضة 32٪ و 12٪ غير متأكدين. في نفس الاستطلاع، كان دعم تبني المثليين للأطفال 51 ٪، مع معارضة 36٪ و 13٪ غير متأكدين. وجد استطلاع أجرته مؤسسة تالوستوتكيمس في مارس 2013 أن 58٪ من الفنلنديين يؤيدون زواج المثليين. وجدت دراسة استقصائية أجريت في آذار/مارس 2014 من قبل مؤسسة تالوستوتكيمس أن 65٪ من الفنلنديين يؤيدون زواج المثليين، في حين يعارضه 27٪. وجد استطلاع آخر في مارس 2014 أن 57٪ أيدوا تبني المثليين للأطفال، بينما عارضه 36٪.
أعقب بث حلقة ناقشت حقوق المثليين بثت على قناة أوليسراديو الثانية في 12 أكتوبر 2010، مغادرة عدد غير مسبوق من الأشخاص للكنيسة الانجيلية اللوثرية في فنلندا. في عام 2014، استقال الآلاف من الفنلنديين من الكنيسة، في أعقاب تصريحات أدلى بها مسؤولون كنسيون يدعمون فيها تشريع زواج المثليين.

## ظروف الحياة

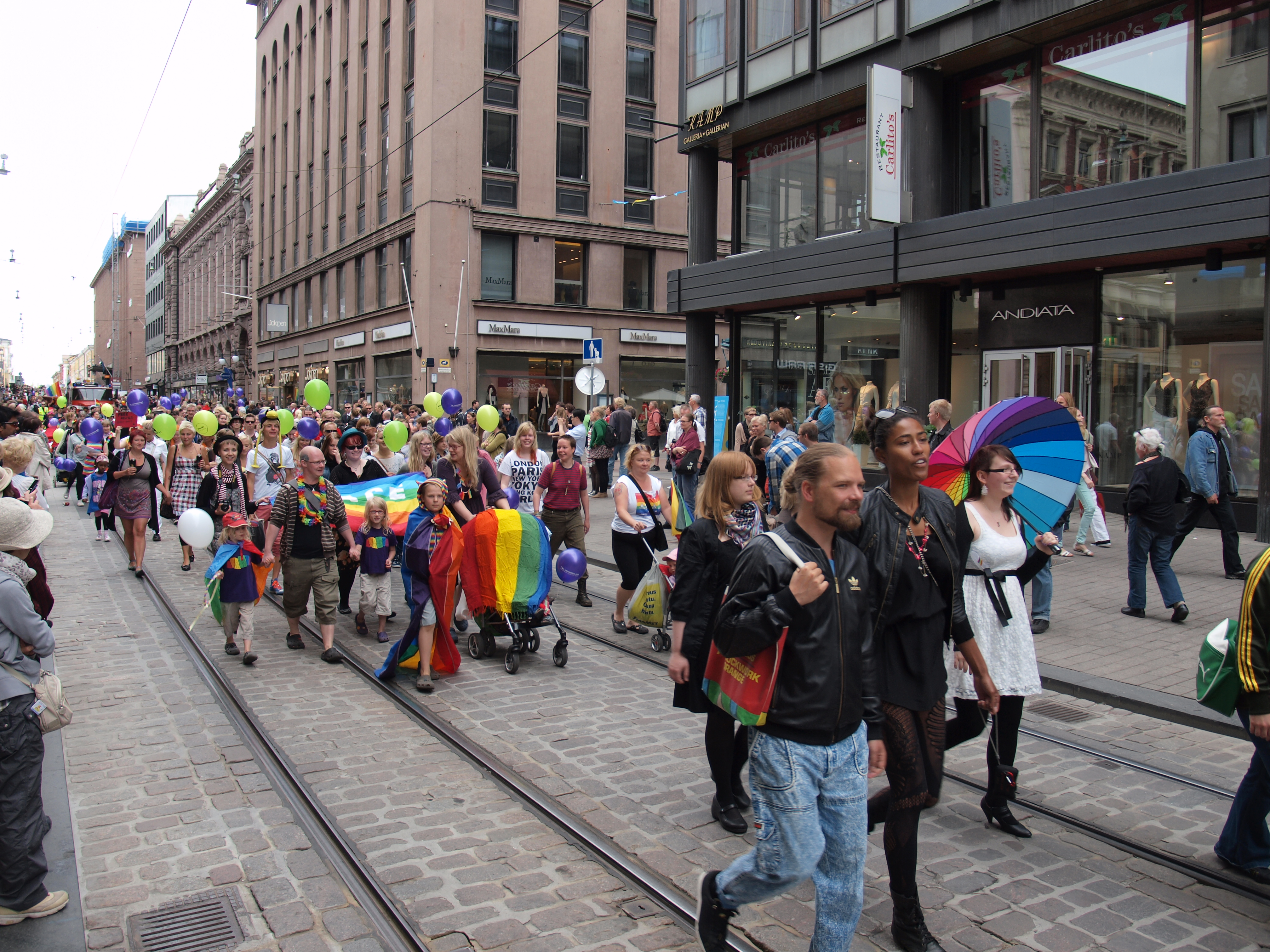
مسيرة فخر هلسنكي للمثليين عام 2012

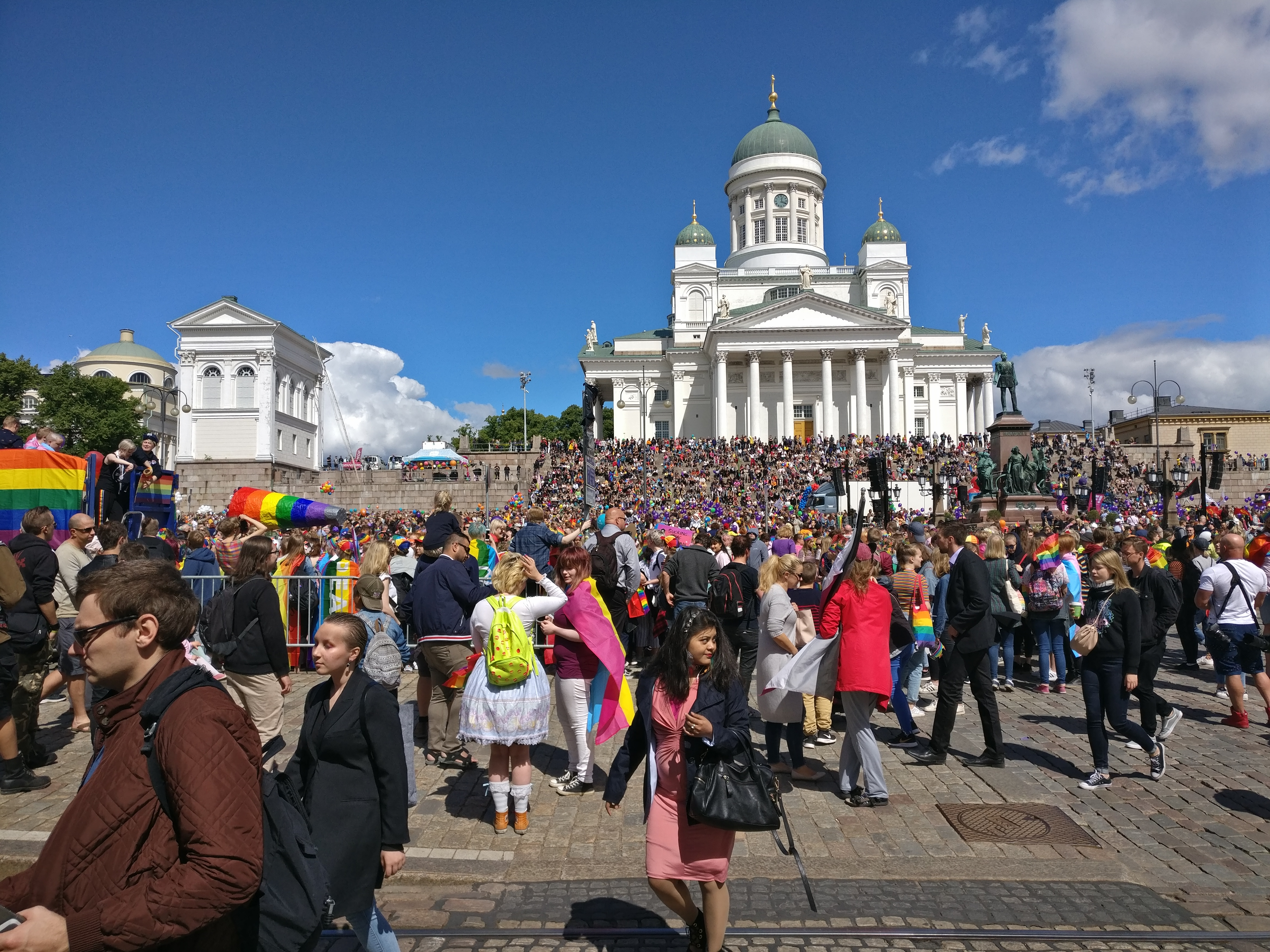
حضر ما يقدر بنحو 100،000 شخص مسيرة فخر هلسنكي للمثليين عام 2018، أكثر من 3 أضعاف عدد من حضر في مسيرة فخر سنة 2017.

نشرت بلانيت روميو، وهي شبكة اجتماعية للمثليين، أول «مؤشر السعادة للمثليين» في شهر مايو من عام 2015. وسُئل الرجال المثليون من أكثر من 120 دولة حول شعورهم حيال نظرة مجتمعاتهم للمثلية الجنسية، وكيف يواجهون الطريقة التي يُعاملون بها من قبل أشخاص آخرين ومدى رضاهم عن حياتهم. احتلت فنلندا المرتبة الثانية عشر كأسعد دولة للمثليين، على قدم المساواة مع دول مثل نيوزيلندا وإسبانيا.
العديد من المدن الفنلندية لديها منظمات تدافع عن حقوق المثليين، وتقدم المساعدة والتوجيه لهم. تقام مسيرات الفخر في مدن مختلفة في جميع أنحاء فنلندا، لا سيما في هلسنكي، عاصمة البلاد، ولكن أيضا في المدن الصغيرة مثل روفانييمي وكوسامو، في شمال البلاد.
حضر ما يقدر بنحو 100,000 شخص مسيرة فخر هلسنكي للمثليين عام 2018، أكثر من 3 أضعاف عدد من حضر في مسيرة فخر سنة 2017.

### السياسة
في 2011، تم ترشيح بيكا هافيستو، وهو عضو مثلي الجنس بشكل علني في البرلمان الفنلندي، كمرشح في حملة الرابطة الخضراء لانتخابات الرئاسة الفنلندية 2012. في الجولة الأولى من الانتخابات التي جرت في 22 يناير 2012، احتل المركز الثاني بحصوله على 18.8% من الأصوات، ولكن في جولة الإعادة في 5 فبراير، خسر أمام مرشح حزب الائتلاف الوطني الفنلندي، ووزير المالية السابق ساولي نينيستو بنسبة 37.4% من الاصوات.
في فبراير 2017، أعلن هافيستو أنه سوف يعيد الترشح في الانتخابات الرئاسية 2018. جاء قراره هذا بعد أن طلبت منه الرابطة الخضراء ذلك عدة مرات. في الانتخابات، احتل هافيستو المركز الثاني بنسبة 12.4% من الأصوات، في حين ربح الرئيس ساولي نينيستو لتأمين ولايته الرئاسية الثانية بأغلبية الأصوات.

## ملخص
| قانونية النشاط الجنسي المثلي                                                             | (منذ 1971)                                                   |
| المساواة في السن القانوني للنشاط الجنسي                                                  | (منذ 1999)                                                   |
| قوانين مكافحة التمييز في التوظيف                                                         | (منذ 1995)                                                   |
| قوانين مكافحة التمييز في توفير السلع والخدمات                                            | (منذ 1995)                                                   |
| قوانين مكافحة التمييز في جميع المجالات الأخرى (تتضمن التمييز غير المباشر، خطاب الكراهية) | (منذ 1995)                                                   |
| قوانين مكافحة أشكال التمييز المعنية بالهوية الجندرية                                     | (منذ 2005)                                                   |
| زواج المثليين                                                                            | (منذ 2017)                                                   |
| الاعتراف القانوني بالعلاقات المثلية                                                      | (منذ 2002)                                                   |
| السماح بالتبني للشخص العازب بغض النظر عن التوجه الجنسي                                   | Yes                                                          |
| تبني أحد الشريكين للطفل البيولوجي للشريك الآخر                                           | (منذ 2009)                                                   |
| التبني المشترك للأزواج المثليين                                                          | (منذ 2017)                                                   |
| يسمح للمثليين والمثليات الخدمة علناً في القوات المسلحة                                    | Yes                                                          |
| الحق بتغيير الجنس القانوني                                                               | (منذ 2002، ولكن بعد التعقيم)                                 |
| علاج التحويل محظور على القاصرين                                                          | No                                                           |
| الحصول على أطفال أنابيب للمثليات                                                         | (منذ 2006)                                                   |
| الأمومة التلقائية للطفل بعد الولادة                                                      | (منذ 2019)                                                   |
| تأجير الأرحام التجاري للأزواج المثليين من الذكور                                         | (محظور على جميع الأزواج بغض النظر عن التوجه الجنسي)          |
| السماح للرجال الذين مارسوا الجنس الشرجي التبرع بالدم                                     | / (منذ 2013: فترة تأجيلية بعد سنة واحدة من عدم ممارسة الجنس) |